# Кросс-Лейнс
Кросс-Лейнс (англ. Cross Lanes) — статистически обособленная местность в штате Западная Виргиния США. Она находится в округе Канова к северу-западу от столицы штата Чарлстон. В 2010 году в местности проживало 9995 человек. Входит в Метрополитенский ареал Чарлстон, общее население которого 240 000 человек.

## География
Кросс-Лейнс находится на севере округа Канова и является пригородом Чарлстона — столица штата находится в 20 км. Полная площадь местности — 16,6 км².

## Население
По данным переписи 2010 года население Кросс-Лейнс составляло 9995 человек (из них 48,5 % % мужчин и 51,5 % женщин), 4312 домашних хозяйств и 2786 семей. Расовый состав: белые — 91,8 %, афроамериканцы — 4,7 %, представители двух и более рас — 1,7 %.
Из 4312 домашних хозяйств 48,6 % представляли собой совместно проживающие супружеские пары (17,0 % с детьми младше 18 лет), в 11,2 % домохозяйств женщины проживали без мужей, в 4,8 % домохозяйств мужчины проживали без жён, 35,4 % не имели семьи. В среднем домашнее хозяйство вели 2,31 человека, а средний размер семьи — 2,84 человека.
Население города по возрастному диапазону распределилось следующим образом: 20,8 % — жители младше 18 лет, 3,5 % — между 18 и 21 годами, 61,8 % — от 21 до 65 лет и 13,9 % — в возрасте 65 лет и старше. Средний возраст населения — 40,4 года. На каждые 100 женщин приходилось 94,1 мужчины, при этом на 100 совершеннолетних женщин приходилось уже 90,5 мужчин сопоставимого возраста.
В 2014 году из 8460 трудоспособных жителей старше 16 лет имели работу 5529 человек. При этом мужчины имели медианный доход в 47 201 долларов США в год против 36 637 долларов среднегодового дохода у женщин. В 2014 году медианный доход на семью оценивался в 68 293 $, на домашнее хозяйство — в 55 538 $. Доход на душу населения — 28 636 $. 8,3 % от всего числа семей и 11,5 % от всей численности населения находилось на момент переписи за чертой бедности.